# Кряжим (село)
Кряжим — село в Вольском районе Саратовской области России. Центр Кряжимского муниципального образования. Население составляет 409 человек (2010 год).

## География
Кряжим расположен в центральной части района в среднем течении реки Терешка. Расстояние до районного центра составляет 32 км, до областного центра — 112 км.

### Уличная сеть
Коммунистическая, Советская, Соколова (в честь земляка Сергея Соколова), Зелёная, Молодёжная, Нагорная улицы и Школьный переулок.

## Топоним
Название Кряжим перенесено из современной Пензенской области основателями села.
Также назывался Козмодемьянским, по названию сельской церкви Космы и Дамиана.

## История
Селение образовалось в начале XVIII века (не позднее 1720-х годов) в составе Узинского стана Пензенского уезда.
Первыми поселенцами стали пензенские крестьяне, вероятно переселенными сюда из села Старый Кряжим Кузнецкого уезда Саратовской губернии (ныне Кузнецкого района Пензенской области).
По данным второй ревизии 1740-х годов в Кряжиме, принадлежавшем помещикам Шереметевым, уже насчитывалось 587 душ мужского пола. При Екатерине II селение перешло к ротмистру П. Мищенко. 
В 1789 году тщанием прихожан воздвигнута деревянная церковь с колокольней. Деревня стала селом. Храм имел два престола: главный во имя святых бессребреников и чудотворцев Космы и Дамиана и придел в честь апостолов Петра и Павла. Причт состоял из священника и псаломщика, проживавших в общественных домах.  
После 1861 года были образованы четыре крестьянских общества. Отмена крепостного права дала толчок развитию старообрядчества в селе — в 1870-х годах в раскол перешла большая часть местного населения. 
В конце XIX века Кряжим был небогатым селом с четырьмя обществами (бывшие удельные крестьяне и бывшие помещиков Богданова, Яковлева и Виноградского). Помимо выращивания зерновых жители также возделывали бахчевые (арбузы, дыни, тыквы). Магазинов в селе было два, на берегу Терешки имелась мельница, Космодемьянская церковь стояла на большой площади в центре села и особенной роскошью, как и само село, не отличалась. Своего леса у кряжимских крестьян не было, избы топились соломой, кизяками и покупными дровами. Урожай сбывался большей частью в Черкасском и Вольске. 
С 1887 года работала церковно-приходская школа. Влияние раскола по-прежнему было велико: в Кряжиме проживали 517 беглопоповцев и 121 представитель поморской общины. Надельной земли у кряжимских крестьян было 2173 десятины, купленной — 399 (все у богдановского общества), арендованной — 420. Сеяли преимущественно пшеницу и подсолнечник, а также в меньших количествах рожь, просо и овёс. Лошадей держали 407 голов, молочного скота — 409, гулевого — 645, мелкого — 3607. Железных плугов имелось 130, жнеек — 4, молотилок — 8, веялок — 3.
В первой половине сентября 1918 года в ходе белогвардейского мятежа, вспыхнувшего в Вольске и уезде, Кряжим некоторое время находился в руках восставших.
В Великую Отечественную войну на полях сражений погибло более 300 кряжимцев.

### Административно-территориальная принадлежность
После реформы 1861 года вошел в Улыбовскую волость Вольского уезда Саратовской губернии.
После революции входил в состав Черкасского района Нижне-Волжского края, затем Вольского района новообразованной Саратовской области. 

## Население
| 2002 | 2010 |
| ---- | ---- |
| 479  | ↘409 |

По данным переписи 1859 года насчитывалось 169 дворов, в которых проживало 764 мужчины и 841 женщина. По переписи 1911 года - 462 двора, 1199 мужчин и 1257 женщин.   

## Известные уроженцы, жители
- Осокин, Иван Павлович — деятель сельского хозяйства, бывший начальник управления сельского хозяйства Щучинского райисполкома, награждён двумя почетными грамотами Верховного Совета Белорусской ССР, кавалер орденов Ленина, Октябрьской революции, Трудового Красного знамени.
- Соколов, Сергей Яковлевич — ученый-физик. Член-корреспондент АН СССР. Лауреат Сталинской премии. В селе Кряжим именем Соколова названа улица.
- Дарьин, Борис Егорович — деятель сельского хозяйства Вольского района, председатель колхоза «Кряжимский», руководитель ОАО сельскохозяйственного предприятия «Кряжим», Заслуженный работник сельского хозяйства Российской Федерации. Почетный гражданин земли Вольской.
- Постников, Сергей Васильевич — ученый-историк, краевед, автор книг «Дворянский Вольск», «Боевые звезды Вольска», «Чиновники Вольского уезда Саратовской губернии»[4][5][6][7]
- Феодор (Шашин) — религиозный деятель, епископ Курский и Западной области Русской древлеправославной церкви.

## Инфраструктура
Основа экономики — сельское хозяйство, личное и коллективное.
В годы коллективизации в селе была создана машинно-тракторная станция, в декабре 1929 года сформировались два товарищества по совместной обработке земли.
На их основе через год был создан колхоз «Мысль Ленина», в который вступило 75 % населения.
В селе появилось электричество, были построены три мельницы.
В 1960 году кряжимский колхоз был расформирован, и село стало отделением совхоза «Вольский».
В 1964 году в Кряжиме открылась библиотека, а шесть лет спустя было построено новое двухэтажное здание школы.
1 марта 1977 года по инициативе жителей села был образован совхоз «Кряжимский». На тот момент большая часть молодёжи село покинула, дороги были разбиты. За несколько лет под руководством возглавившего совхоз Б. Е. Дарьина были построены контора, молочный комплекс, склады, ток, магазин, детский сад и почта. Дела нового хозяйства быстро пошли в гору, в 1984 году его посетила делегация из Чехословакии для обмена опытом.
В 1985 году к 40-летию победы в Великой Отечественной войне в Школьном переулке Кряжима был установлен памятник погибшим жителям села. Композицию составила стела со скульптурой воина-победителя и мемориал с именами не вернувшихся с войны земляков.
После развала Советского Союза хозяйство продолжало оставаться на плаву. Продолжали функционировать отделение связи, филиал Сбербанка, детский сад, основная общеобразовательная школа, фельдшерско-акушерский пункт, четыре магазина и столовая, дом культуры, библиотека с фондом более 6800 экземпляров. В 1994 году село было газифицировано. Изменился статус совхоза «Кряжимский», который стал ОАО сельскохозяйственное предприятие «Кряжим», им бессменно руководил Б. Е. Дарьин, ушедший на заслуженный отдых только в последние годы. Хозяйство было одним из лучших в области производителей молока.
В последние годы благодаря политике оптимизации почти все инфраструктурные учреждения в селе закрыты.

## Транспорт
Ближайшая железнодорожная станция Чернавка находится в 8 км восточнее села (в советское время в 6 км от села была станция Кряжим). В селе останавливается рейсовый автобус из районного центра.
До революции восточнее села проходил торговый тракт из Вольска в Черкасское и Кузнецк.